# Millencourt Communal Cemetery Extension
Millencourt Communal Cemetery Extension is een begraafplaats gelegen in de Franse plaats Millencourt (Somme). De militaire graven worden onderhouden door de Commonwealth War Graves Commission.
De begraafplaats telt 338 geïdentificeerde graven waarvan 334 Gemenebest graven uit de Eerste Wereldoorlog en 4 overige graven uit de Eerste Wereldoorlog.